# Умлаут
Умлаут (од  ), преглас или регресивна метафонија је гласовна промена карактеристична за германске језике у којој се вокали парцијално једначе с вокалом или сонантом у наредном слогу по месту изговора и лабијализацији. Овај термин у ширем смислу обухвата све врсте вокалних асимилација на даљину у западним и северним германским језицима, док у ужем и првобитном смислу се односи на и-мутацију у немачком језику, графички указану истоименом дијакритиком „умлаут”, двема тачкама изнад вокала: Ää Öö Üü.

## У немачком језику
Немачки језик је, током свог развоја, прошао кроз два умлаута: а-умлаут и и-умлаут.
Први од ова два, а-умлаут, је већ био готов до краја IV в. н.е. и карактерише га отварање прагерманских кратких високих *u *i → *o *e:
- прагер. *wulfaz → ствнем. wolf „вук”
- прагер. *stikaną → ствнем. stehhan „убости”

Познији и познатији, и-умлаут, померао је вокале задњег реда o u a у вокале предњег ä ö ü. Ова промена је захватила немачко језичко подручје тек од раног 8. века, и у најранијим документима је била извршена тек на отвореном вокалу a → ä/e, али не и на другим вокалима:
- прагер. *bazją → ствнем. beri → нем. Beere „бобица”
- прагер. *bausiz → ствнем. bosi → нем. böse „зао”
- прагер. *mōþiz → ствнем. muodi → нем. müde „уморан”

Но, у немачком је ова промена била спорадичнија него у другим германским језицима, те немачки има нпр. Gast „гост” насупрот енглеском guest, норвешком gjest „гост”, пореклом из прагерманског *gastiz.
Порекло дијакритичке ознаке и имена умлаута је из немачког. Испрва су модификовани вокали писани уз слово „е” (стога ae oe ue за савремене ä ö ü; ово порекло се још види у неким старијим немачким именима и презименима попут Гетеовог презимена: Johann Wolfgang von Goethe) које је после прешло изнад главног вокала, те је напослетку упрошћено као две тачке.

## Други германски језици
Поред немачког, умлаут се јавља и у свим осталим савременим германским језицима. Прве јасне назнаке а-умлаута се виде у северногерманском рунском језику већ у 4. веку нове ере, и јасно је присутан и у свим осталим језицима. Сви германски језици такође показују и и-умлаут, мада је сваки имао свој јединствен развој.
Промена специфична за старонордијски и исландски језик, и у мањој мери друге скандинавске језике, је у-умлаут, који узрокује лабијалиѕацију отвореног a → ö у акцентованом, и a → u у неакцентованом слогу:
- прагер. *laguz → исл. lögur „море, језеро”
- прагер. *barnō → пранорд. barnu[3] → исл. börn „деца”

Док је умлаут генерално непродуктиван у германским језицима, у исландском је у-умлаут још увек активан:
- banana „банана”/ном. сг. → banönum, bönunum „бананама”/дат. пл.

Умлаути се не јављају у готском и другим источногерманским језицима.

## Употреба у популарној култури
Поред правописне функције умлаут дијакритике, она се такође користи и као симбол „јаког звука” и „готик хорора” у именима рок-група. Прва група која је употребила ово је била Blue Öyster Cult.